# Anatolij Vasil'evič Filipčenko
Anatolij Vasil'evič Filipčenko (in russo Анатолий Васильевич Филипченко?; Davydovka, 26 febbraio 1928 – Città delle Stelle, 7 agosto 2022) è stato un cosmonauta sovietico.
Nato nei pressi di Voronež nell'allora RSSF Russa.

## Vita
Conclusa la scuola dell'obbligo, imparò il mestiere di tornitore. Successivamente si arruolò nell'Armata Rossa, dove venne addestrato presso l'istituto per aspiranti piloti militari di Čuguev. Concluse tale addestramento raggiungendo il massimo dei voti con lode.
Nel 1950 iniziò a prestare servizio presso l'aeronautica militare sovietica. Nel 1960 si laureò - con studio a distanza - presso l'accademia dell'aeronautica militare. A partire dal 1964 iniziò il suo addestramento da cosmonauta. Quale comandante di una navicella spaziale scelse il nomignolo di Буран (Buran, it. "tempesta di neve") partecipando alle missioni della Sojuz 7 (dal 12 ottobre al 17 ottobre 1969) e della Sojuz 16 (dal 2 dicembre all'8 dicembre 1974). Filipčenko raggiunse 216,25 ore di volo nello spazio. In particolar modo bisogna evidenziare la sua seconda missione nello spazio, il volo della Sojuz 16, la quale venne svolta quale ultima preparazione per l'imminente programma test Apollo-Sojuz. Sin dal 1973 fece infatti parte dell'equipaggio di riserva per questa missione e per tutto il progetto, svoltosi con la Sojuz 19 nel 1975.
Al momento della missione l'ormai Colonnello dell'Aeronautica, Eroe dell'Unione Sovietica e "pilota-cosmonauta dell'Unione Sovietica" era sposato e padre di due figli.